# Rugby-Union-Südamerikameisterschaft 1971
Die Rugby-Union-Südamerikameisterschaft 1971 (spanisch Sudamericano de Rugby 1971) war die siebte Ausgabe der südamerikanischen Kontinentalmeisterschaft in der Sportart Rugby Union. Sie fand 1971 in Uruguay statt und wurde von der Unión de Rugby del Uruguay organisiert. Teilnehmer waren die Nationalmannschaften von Argentinien, Brasilien, Chile, Paraguay und Uruguay. Austragungsort war das Vereinsgelände des Carrasco Polo Club in der Hauptstadt Montevideo. Den Titel gewann zum siebten Mal Argentinien.

## Tabelle
Für einen Sieg gab es zwei Punkte, für ein Unentschieden einen Punkt, bei einer Niederlage null Punkte.
|    | Land        | Spiele | Siege | Unent. | Ndlg. | Spiel- punkte | Diff. | Tabellen- punkte |
| -- | ----------- | ------ | ----- | ------ | ----- | ------------- | ----- | ---------------- |
| 1. | Argentinien | 4      | 4     | 0      | 0     | 192:15        | + 177 | 8                |
| 2. | Chile       | 4      | 3     | 0      | 1     | 99:29         | + 70  | 6                |
| 3. | Uruguay     | 4      | 2     | 0      | 2     | 105:80        | + 25  | 4                |
| 4. | Brasilien   | 4      | 1     | 0      | 3     | 32:144        | − 112 | 2                |
| 5. | Paraguay    | 4      | 0     | 0      | 4     | 9:169         | − 160 | 0                |

## Ergebnisse
Punktesystem: 3 Punkte für einen Versuch, 2 Punkte für eine Erhöhung, 3 Punkte für einen Straftritt, 4 Punkte für ein Dropgoal, 3 Punkte für ein Goal from mark
| 10. Oktober 1971 | Argentinien                                                                                | 20 : 3  | Chile                | Carrasco Polo Club, Montevideo Schiedsrichter: Oscar Peterson |
| 10. Oktober 1971 | Versuche: E. Martínez M. Martínez (2) Otaola Erhöhungen: Rodríguez Straftritte: Cutler (2) | Bericht | Straftritte: Cabrera | Carrasco Polo Club, Montevideo Schiedsrichter: Oscar Peterson |

| 10. Oktober 1971 | Uruguay | 56 : 3         | Paraguay       | Carrasco Polo Club, Montevideo Schiedsrichter: Armando Zungri (Argentinien) |
| 10. Oktober 1971 | Versuche: Bacot Bonner Cassarino (3) Dodero Jaugust Lyford-Pike Miller Smith Erhöhungen: Bacot (7) Straftritte: Bacot (4) | (24:3) Bericht | Straftritte: 1 | Carrasco Polo Club, Montevideo Schiedsrichter: Armando Zungri (Argentinien) |

| 12. Oktober 1971 | Argentinien | 50 : 6  | Brasilien              | Carrasco Polo Club, Montevideo Schiedsrichter: Armando Zungri (Argentinien) |
| 12. Oktober 1971 | Versuche: Braceras Carracedo (3) Costante Loyola Otaola Rodríguez (5) Erhöhungen: Cutler (2) Rodríguez (2) Straftritte: Porta Rodríguez | Bericht | Straftritte: Smith (2) | Carrasco Polo Club, Montevideo Schiedsrichter: Armando Zungri (Argentinien) |

| 12. Oktober 1971 | Uruguay | 6 : 11 | Chile | Carrasco Polo Club, Montevideo |
| 12. Oktober 1971 |         |        |       | Carrasco Polo Club, Montevideo |

| 14. Oktober 1971 | Uruguay | 31 : 11       | Brasilien                                | Carrasco Polo Club, Montevideo Schiedsrichter: Gonzalo Roman (Chile) |
| 14. Oktober 1971 | Versuche: Benquet Canessa Cassarino (2) Dodero Lussich Pollak Scasso Erhöhungen: Smith (2) Straftritte: Smith | (6:5) Bericht | Versuche: 2 Erhöhungen: 1 Straftritte: 1 | Carrasco Polo Club, Montevideo Schiedsrichter: Gonzalo Roman (Chile) |

| 14. Oktober 1971 | Chile | 40 : 0 | Paraguay | Carrasco Polo Club, Montevideo |
| 14. Oktober 1971 |       |        |          | Carrasco Polo Club, Montevideo |

| 16. Oktober 1971 | Argentinien | 61 : 0  | Paraguay | Carrasco Polo Club, Montevideo Schiedsrichter: Gonzalo Roman (Chile) |
| 16. Oktober 1971 | Versuche: Braceras Carracedo Foster Loyola (3) Porta (2) Rodríguez (2) Velasquez Strafversuch (2) Erhöhungen: Cutler (2) Porta (2) Rodríguez (4) Straftritte: Cutler Dropgoals: Porta | Bericht |          | Carrasco Polo Club, Montevideo Schiedsrichter: Gonzalo Roman (Chile) |

| 16. Oktober 1971 | Brasilien     | 3 : 45 | Chile | Carrasco Polo Club, Montevideo |
| 16. Oktober 1971 | (3:9) Bericht |        |       | Carrasco Polo Club, Montevideo |

| 17. Oktober 1971 | Brasilien | 12 : 6 | Paraguay | Carrasco Polo Club, Montevideo |
| 17. Oktober 1971 |           |        |          | Carrasco Polo Club, Montevideo |

| 17. Oktober 1971 | Uruguay                | 6 : 55         | Argentinien | Carrasco Polo Club, Montevideo Schiedsrichter: Gonzalo Roman (Chile) |
| 17. Oktober 1971 | Straftritte: Smith (2) | (0:24) Bericht | Versuche: Costante (2) Fernández Loyola Nicola Otaola Porta Rodríguez (3) Silva Erhöhungen: Cutler (4) Rodríguez (4) Straftritte: Rodríguez Dropgoals: Porta (2) | Carrasco Polo Club, Montevideo Schiedsrichter: Gonzalo Roman (Chile) |